# Acción Republicana de Mallorca
Acción Republicana de Mallorca fue un partido político nacionalista creado en 1932 en Mallorca como escisión del Partido Republicano Federal de Mallorca, y que estuvo vinculado a Acción Republicana hasta 1934 en que se fusionó con el Partido Republicano Radical Socialista. 
Su creación obedeció a la ruptura entre Manuel Azaña y Lerroux que dio lugar a la formación de diversas organizaciones, bien por la derecha, bien por la izquierda del espectro político. Entre sus fundadores se encontraban Emili Darder, Pere Oliver y Bernat Jofre entre otros. Obtuvo cuarenta y tres concejales en 1933 y participó en la defensa del anteproyecto de Estatuto de Autonomía de Baleares de 1931.
En 1934 desapareció para cofundar Esquerra Republicana Balear.